# Münchener Bach-Chor
Der Münchener Bach-Chor e. V. ist ein deutscher Konzert- und Oratorienchor mit Sitz in München. Er errang unter der Leitung von Karl Richter internationale Bekanntheit.

## Geschichte
Der Münchenener Bach-Chor wurde 1954 von Karl Richter gegründet. Die Ursprünge gehen auf Richters Tätigkeit als Kantor an der Markuskirche München zurück, die er 1951 aufnahm. Aus dem dortigen Heinrich-Schütz-Kreis, der zuvor von Michael Schneider geleitet worden war, entwickelte sich ein Ensemble, das ab 1952 regelmäßig unter dem Titel „Münchner Abendmusiken“ auftrat. Im Mai 1954 wurde der Name Münchener Bach-Chor erstmals in einem Konzertprogramm verwendet. Das Ensemble trat früh mit Werken von Johann Sebastian Bach auf, darunter Kantaten, Motetten und Oratorien.
Ab Mitte der 1950er Jahre war der Chor regelmäßig bei der Bachwoche Ansbach zu Gast. 1958 begann eine umfangreiche Zusammenarbeit mit der Deutschen Grammophon Gesellschaft, durch die zahlreiche Einspielungen entstanden – darunter Bachs  Matthäuspassion, Johannespassion und die h-Moll-Messe. In den 1960er- und 1970er-Jahren unternahm der Chor internationale Tourneen, unter anderem in die USA, nach Japan, Israel, Griechenland, Frankreich sowie mehrmals in die Sowjetunion.
Besonders zu erwähnen ist die Aufnahme eines Satzes aus Bachs 2. Brandenburgischem Konzert unter Richters Leitung, die 1977 als Teil der Voyager Golden Record in den Weltraum geschickt wurde. Es entstanden zahlreiche Rundfunk- und Schallplatteneinspielungen mit international renommierten Solisten.
Nach dem plötzlichen Tod Karl Richters im Jahr 1981 leitete zunächst Ekkehard Tietze interimistisch den Chor, bis Hanns-Martin Schneidt 1984 die künstlerische Leitung übernahm. Unter seiner Führung wurde das Repertoire unter anderem um Werke von Verdi, Rossini, Bruckner und Orff erweitert. Zudem wurde die Konzertreihe der Münchener Bach-Feste wiederbelebt und ein Förderkreis gegründet.
Von 2005 bis zum Ende der Saison 2022/2023 leitete der Dirigent und Organist Hansjörg Albrecht den Chor. In seiner Amtszeit öffnete sich der Chor stilistisch weiter und entwickelte neue Konzertformate wie die Reihe „Bach Modern“. Diese verband klassische Werke mit Kompositionen von zum Beispiel Bernstein, Pärt und Poulenc. Es folgten internationale Gastspiele, unter anderem in Japan, Israel, Polen, Italien und in der Schweiz. 2019 trat der Chor erstmals in der Leipziger Thomaskirche auf. Parallel baute der Chor eine Geschäftsstelle sowie eine eigene Akademie zur Musikvermittlung auf. Seit Beginn der Saison 2023 hat Johanna Soller die künstlerische Leitung inne.

## Repertoire
Schwerpunkte der Chorarbeit sind die Aufführungen von Kantaten, Oratorien, Passionen und A-cappella-Musik, insbesondere Werke von Johann Sebastian Bach. Der aus etwa 80 Mitgliedern bestehende Chor beschränkt sich aber nicht auf Werke Bachs, sondern führt auch Werke anderer Komponisten aus Barock, Klassik, Romantik und Moderne auf. Der Chor arbeitet hauptsächlich mit dem 1953 ebenfalls von Karl Richter gegründeten Münchener Bach-Orchester zusammen, das sich aus Mitgliedern von Münchener Orchestern und aus Professoren der Musikhochschule München zusammensetzt. Langjährige Konzertmeister waren Otto Büchner und Kurt Guntner.

## Künstlerische Leiter
- 1954–1981: Karl Richter
- 1981–1984: Ekkehard Tietze
- 1984–2001: Hanns-Martin Schneidt
- 2001–2005: NN
- 2005–2023: Hansjörg Albrecht
- seit 2023: Johanna Soller